# Raión de Koteleva
Koteleva (en ucraniano: Котелевський район) es un raión o distrito de Ucrania en el óblast de Poltava. 
Comprende una superficie de 800 km².
La capital es la ciudad de Koteleva.

## Demografía
Según estimación 2010 contaba con una población total de 20074 habitantes.

## Otros datos
El código KOATUU es 5322200000. El código postal 38600 y el prefijo telefónico +380 5350.